# Concierto de cámara (Ligeti)
El Concierto de cámara es una obra concertante para instrumentos de vientos, piano, clavecín y cuerdas de György Ligeti. Compuesta entre 1969 y 1970, la obra fue estrenada el 1 de octubre de 1970 por Friedrich Cerha, a quien está dedicada la pieza, y su Ensamble "die reihe".

## Estructura
La pieza consta de cuatro movimientos:
1. Corrente (Fließend)
2. Calmo, sostenuto
3. Movimento preciso e mecánico
4. Presto

Está escrita para flauta (y flautín), oboe (y trompa), clarinete , clarinete bajo, trompa, trombón tenor, clavicémbalo (y armonio), piano (y celesta) y quinteto de cuerdas. Para Ligeti, era un concierto, pues cada instrumentista tenía un rol protagónico durante en transcurso de la obra:
Esta pieza de cuatro movimientos es un concierto, ya que los 13 músicos son virtuosos solistas y todos son tratados como iguales. [...] En otras palabras, no se trata del tipo habitual de concierto en el que se alternan soli y tutti, sino de una pieza para 13 solistas concertistas. Las voces siempre se desarrollan simultáneamente, pero en configuraciones rítmicas variables y generalmente a velocidades diferentes.
El Concierto de cámara utiliza texturas micropolifónicas, que Ligeti describe como: "Una combinación de intervalos claramente discernibles que se difuminan gradualmente, y a partir de esta nubosidad es posible discernir una nueva combinación de intervalos que toman forma." Sin embargo, la obra también muestra un alejamiento de este tipo de escritura en la música de Ligeti, hacia un estilo más melódico y ecléctico.
Una actuación típica dura unos 20 minutos.

## Grabaciones
- György Ligeti:  Chamber Concerto - Ramifications - Aventures - Nouvelles Aventures. Pierre Boulez, Ensemble Intercontemporain. Deutsche Grammophon, 1983[3]
- Ligeti: Kammerkonzert / Ramifications / Lux aeterna / Atmosphères. Friedrich Cerha, Ensemble "die reihe". WERGO, 1988[4]
- Ligeti: Cello Concerto / Piano Concerto / Chamber Concerto. Péter Eötvös, Ensemble Modern. Sony Classical, 1994[5]
- The Ligeti Project I: Melodien / Chamber Concerto / Piano Concerto / Mysteries of the Macabre. Reinbert de Leeuw, Schönberg Ensemble. Teldec, 2000[6]